# Torneo de las Tres Naciones 2006
El Torneo de las Tres Naciones 2006, una competencia anual de rugby entre los equipos de las uniones de Australia, Nueva Zelanda y Sudáfrica, siendo el décimo aniversario de la competencia. Faltando tres rondas, los All Blacks se aseguraron el primer puesto de la competencia después de su victoria sobre Australia el 19 de agosto, su 21.er partido ganado en forma consecutiva como local.
Este año, fue la primera vez que cada equipo enfrentó a los otros tres veces, en vez de dos como se hacía en ediciones anteriores. Esta nueva modalidad resultó gracias al nuevo sistema de televisación que acordó el SANZAR, consorcio de las tres federaciones de rugby que organizan este torneo, y las empresas de televisación en los tres países del SANZAR y el Reino Unido. Por lo tanto con la nueva modalidad la duración de la competencia se extendió y se transcurrió entre el 8 de julio hasta el 9 de septiembre. En esta edición, Nueva Zelanda fue 2 veces local ante Australia, este último lo fue ante Sudáfrica, y este lo fue ante el primer mencionado.
Los All Blacks ganaron sus tres partidos contra Australia, reteniendo así la Bledisloe Cup.El equipo neozelandés también ganó dos de sus tres partidos contra Sudáfrica, obteniendo así por primera vez la Freedom Cup. Australia recuperó el Mandela Challenge Plate después de ganar sus dos partidos como local ante Sudáfrica.

## Tabla de posiciones
| Lugar | Nación        | Partidos | Partidos | Partidos | Partidos | Puntos  | Puntos    | Puntos | Puntos extra | Tabla de puntos |
| Lugar | Nación        | jug.     | gan.     | emp.     | per.     | a favor | en contra | dif.   | Puntos extra | Tabla de puntos |
| ----- | ------------- | -------- | -------- | -------- | -------- | ------- | --------- | ------ | ------------ | --------------- |
| 1     | Nueva Zelanda | 6        | 5        | 0        | 1        | 179     | 112       | +67    | 3            | 23              |
| 2     | Australia     | 6        | 2        | 0        | 4        | 133     | 121       | +12    | 3            | 11              |
| 3     | Sudáfrica     | 6        | 2        | 0        | 4        | 106     | 185       | -79    | 1            | 9               |

## Formato
Como en competencias anteriores, los puntos se adjudican de la siguiente manera:
- 4 puntos para el que gana.
- 2 puntos para el empate.
- 0 puntos para el que pierde.
- 1 punto extra por anotar 4 tries o más, ganando o perdiendo.
- 1 punto extra por perder por 7 puntos o menos.

## Antecedentes

### Australia
A finales del 2005, los Wallabies parecían estar en decadencia después de obtener un récord de siete derrotas consecutivas. Esta mala racha provocó la salida del entrenador Eddie Jones y su reemplazo por John Connolly. En la serie de partidos jugados a mitad de 2006 mostró una mejoría ganándole dos veces a Inglaterra y obteniendo un triunfo ante Irlanda. El capitán de Irlanda, Brian O'Driscoll - quien enfrentó a los Wallabies y los All Blacks en esa serie de partidos de mitad de año, estuvo más sorprendido con los Wallabies, y los tildó como favoritos por sobre los All Blacks.

## Calendario y resultados
BO: Punto de bonificación ofensivo.
BD: Punto de bonificación defensivo.
Horas de inicio son locales

### Jornada 1
| 8 de julio de 2006 19:35 | Nueva Zelanda                                                                                     | BO 32 – 12 | Australia                                    | Jade Stadium, Christchurch,                                 |                                                             |
|                          | Tries: Mealamu (2) 28' c, 35' c McCaw 49' c Toeava 78' m Con: Carter (3) Pen: Carter (2) 47', 54' |            | Tries: Tuqiri 16' c Fava 51' m Con: Mortlock | Asistencia: 33.727 espectadores Árbitro(s): Jonathan Kaplan | Asistencia: 33.727 espectadores Árbitro(s): Jonathan Kaplan |

| NUEVA ZELANDA: |    |                  |  |     |     |     |
|                |    |                  |  |     |     |     |
| FB             | 15 | Leon MacDonald   |  | 70' |     |     |
| RW             | 14 | Rico Gear        |  | 59' | 61' |     |
| OC             | 13 | Mils Muliaina    |  |     |     |     |
| IC             | 12 | Aaron Mauger     |  |     |     |     |
| LW             | 11 | Joe Rokocoko     |  |     |     |     |
| FH             | 10 | Dan Carter       |  |     |     |     |
| SH             | 9  | Byron Kelleher   |  | 64' |     |     |
| N8             | 8  | Rodney So'oialo  |  | 72' |     |     |
| OF             | 7  | Richie McCaw (c) |  |     |     |     |
| BF             | 6  | Jerry Collins    |  |     |     |     |
| RL             | 5  | Jason Eaton      |  | 59' |     |     |
| LL             | 4  | Chris Jack       |  |     |     |     |
| TP             | 3  | Carl Hayman      |  |     |     |     |
| HK             | 2  | Keven Mealamu    |  | 72' |     |     |
| LP             | 1  | Tony Woodcock    |  | 53' |     |     |
| Suplentes:     |    |                  |  |     |     |     |
| HK             | 16 | Andrew Hore      |  | 72' |     |     |
| PR             | 17 | Greg Somerville  |  | 53' |     |     |
| LK             | 18 | Ali Williams     |  | 59' |     |     |
| N8             | 19 | Chris Masoe      |  | 72' |     |     |
| SH             | 20 | Piri Weepu       |  | 64' |     |     |
| FH             | 21 | Luke McAlister   |  |     |     |     |
| FB             | 22 | Isaia Toeava     |  | 59' | 61' | 70' |
| Entrenador:    |    |                  |  |     |     |     |
| Graham Henry   |    |                  |  |     |     |     |

| AUSTRALIA:    |    |                   |               |     |
|               |    |                   |               |     |
| FB            | 15 | Chris Latham      |               |     |
| RW            | 14 | Mark Gerrard      |               |     |
| OC            | 13 | Stirling Mortlock |               |     |
| IC            | 12 | Mat Rogers        |               | 65' |
| LW            | 11 | Lote Tuqiri       |               |     |
| FH            | 10 | Stephen Larkham   |               |     |
| SH            | 9  | George Gregan (c) |               | 70' |
| N8            | 8  | Rocky Elsom       | 26' hasta 36' |     |
| OF            | 7  | George Smith      |               | 70' |
| BF            | 6  | Mark Chisholm     |               | 50' |
| RL            | 5  | Daniel Vickerman  |               |     |
| LL            | 4  | Nathan Sharpe     |               |     |
| TP            | 3  | Guy Shepardson    |               | 64' |
| HK            | 2  | Tai McIsaac       |               | 37' |
| LP            | 1  | Greg Holmes       |               |     |
| Suplentes:    |    |                   |               |     |
| HK            | 16 | Jeremy Paul       |               | 37' |
| PR            | 17 | Al Baxter         |               | 64' |
| LK            | 18 | Scott Fava        |               | 50' |
| N8            | 19 | Phil Waugh        |               | 70' |
| SH            | 20 | Sam Cordingley    |               | 70' |
| CE            | 21 | Matt Giteau       |               | 65' |
| WG            | 22 | Ben Tune          |               |     |
| Entrenador:   |    |                   |               |     |
| John Connolly |    |                   |               |     |

- All Blacks defeat Australia in Tri Nations rugby opener

### Jornada 2
| 15 de julio de 2006 20:00 | Australia | BO 49 – 0 | Sudáfrica | Suncorp Stadium, Brisbane,                              |                                                         |
|                           | Tries: Paul 16' c Holmes 25' c Giteau (2) 38' c, 75' m Latham 65' c Chisholm 80+4' c Con: Mortlock (5) Pen: Mortlock (2) 21', 32' Drop: Larkham 5' |           |           | Asistencia: 45.978 espectadores Árbitro(s): Paul Honiss | Asistencia: 45.978 espectadores Árbitro(s): Paul Honiss |

| AUSTRALIA:    |    |                   |  |     |
|               |    |                   |  |     |
| FB            | 15 | Chris Latham      |  |     |
| RW            | 14 | Mark Gerrard      |  | 70' |
| OC            | 13 | Stirling Mortlock |  |     |
| IC            | 12 | Matt Giteau       |  | 76' |
| LW            | 11 | Lote Tuqiri       |  |     |
| FH            | 10 | Stephen Larkham   |  |     |
| SH            | 9  | George Gregan (c) |  | 43' |
| N8            | 8  | Scott Fava        |  |     |
| OF            | 7  | George Smith      |  | 76' |
| BF            | 6  | Rocky Elsom       |  |     |
| RL            | 5  | Daniel Vickerman  |  | 43' |
| LL            | 4  | Nathan Sharpe     |  |     |
| TP            | 3  | Guy Shepardson    |  |     |
| HK            | 2  | Jeremy Paul       |  | 57' |
| LP            | 1  | Greg Holmes       |  | 69' |
| Suplentes:    |    |                   |  |     |
| HK            | 16 | Sean Hardman      |  | 57' |
| LP            | 17 | Al Baxter         |  | 69' |
| RL            | 18 | Mark Chisholm     |  | 43' |
| N8            | 19 | Phil Waugh        |  | 76' |
| SH            | 20 | Sam Cordingley    |  | 43' |
| FH            | 21 | Mat Rogers        |  | 76' |
| RW            | 22 | Clyde Rathbone    |  | 70' |
| Entrenador:   |    |                   |  |     |
| John Connolly |    |                   |  |     |

| SUDÁFRICA:  |    |                         |               |     |
|             |    |                         |               |     |
| FB          | 15 | Percy Montgomery        |               | 69' |
| RW          | 14 | Akona Ndungane          |               | 61' |
| OC          | 13 | Jaque Fourie            |               |     |
| IC          | 12 | Wynand Olivier          |               | 65' |
| LW          | 11 | Bryan Habana            |               |     |
| FH          | 10 | Jaco van der Westhuyzen |               |     |
| SH          | 9  | Ricky Januarie          |               | 63' |
| N8          | 8  | Pierre Spies            |               |     |
| OF          | 7  | Juan Smith              |               |     |
| BF          | 6  | Joe van Niekerk         |               | 72' |
| RL          | 5  | Danie Rossouw           |               | 41' |
| LL          | 4  | Victor Matfield         | 31' hasta 41' |     |
| TP          | 3  | CJ van der Linde        |               |     |
| HK          | 2  | John Smit (c)           |               | 77' |
| LP          | 1  | Os du Randt             |               | 50' |
| Suplentes:  |    |                         |               |     |
| HK          | 16 | Danie Coetzee           |               | 77' |
| LP          | 17 | Eddie Andrews           |               | 50' |
| RL          | 18 | Albert van den Berg     |               | 41' |
| N8          | 19 | Jacques Cronjé          |               | 72' |
| SH          | 20 | Fourie du Preez         |               | 63' |
| FH          | 21 | Meyer Bosman            |               | 69' |
| FB          | 22 | Breyton Paulse          |               | 61' |
| Entrenador: |    |                         |               |     |
| Jake White  |    |                         |               |     |

- Australia thrash South Africa in Tri Nations rugby match

### Jornada 3
| 22 de julio de 2006 19:35 | Nueva Zelanda                                                                                         | 35 – 17 | Sudáfrica                                                                   | Westpac Stadium, Wellington,                           |                                                        |
|                           | Tries: Weepu 40+6' c McCaw 80+9' c Con: Carter (2) Pen: Carter (7) 5', 23', 28', 35', 50', 59', 80+8' |         | Tries: du Preez 1' c Paulse 71' c Con: Montgomery (2) Pen: Montgomery 80+2' | Asistencia: 38.000 espectadores Árbitro(s): Joël Jutge | Asistencia: 38.000 espectadores Árbitro(s): Joël Jutge |

| NUEVA ZELANDA: |    |                  |  |     |
|                |    |                  |  |     |
| FB             | 15 | Leon MacDonald   |  |     |
| RW             | 14 | Doug Howlett     |  |     |
| OC             | 13 | Mils Muliaina    |  |     |
| IC             | 12 | Sam Tuitupou     |  | 77' |
| LW             | 11 | Scott Hamilton   |  |     |
| FH             | 10 | Dan Carter       |  |     |
| SH             | 9  | Piri Weepu       |  | 58' |
| N8             | 8  | Rodney So'oialo  |  |     |
| OF             | 7  | Richie McCaw (c) |  | 77' |
| BF             | 6  | Reuben Thorne    |  |     |
| RL             | 5  | Ali Williams     |  |     |
| LL             | 4  | Chris Jack       |  |     |
| TP             | 3  | Carl Hayman      |  |     |
| HK             | 2  | Anton Oliver     |  | 62' |
| LP             | 1  | Neemia Tialata   |  | 54' |
| Suplentes:     |    |                  |  |     |
| HK             | 16 | Andrew Hore      |  | 62' |
| LP             | 17 | Greg Somerville  |  | 54' |
| RL             | 18 | Greg Rawlinson   |  |     |
| N8             | 19 | Chris Masoe      |  | 77' |
| SH             | 20 | Jimmy Cowan      |  | 58' |
| FH             | 21 | Luke McAlister   |  | 77' |
| FB             | 22 | Isaia Toeava     |  |     |
| Entrenador:    |    |                  |  |     |
| Graham Henry   |    |                  |  |     |

| SUDÁFRICA:  |    |                     |  |     |
|             |    |                     |  |     |
| FB          | 15 | Percy Montgomery    |  |     |
| RW          | 14 | Breyton Paulse      |  |     |
| OC          | 13 | Jaque Fourie        |  |     |
| IC          | 12 | Wynand Olivier      |  |     |
| LW          | 11 | Bryan Habana        |  |     |
| FH          | 10 | Butch James         |  |     |
| SH          | 9  | Fourie du Preez     |  |     |
| N8          | 8  | Jacques Cronjé      |  |     |
| OF          | 7  | Juan Smith          |  |     |
| BF          | 6  | Solly Tyibilika     |  | 64' |
| RL          | 5  | Victor Matfield     |  |     |
| LL          | 4  | Albert van den Berg |  | 59' |
| TP          | 3  | CJ van der Linde    |  |     |
| HK          | 2  | John Smit (c)       |  |     |
| LP          | 1  | Os du Randt         |  |     |
| Suplentes:  |    |                     |  |     |
| HK          | 16 | Danie Coetzee       |  |     |
| LP          | 17 | Eddie Andrews       |  |     |
| RL          | 18 | Johann Muller       |  | 59' |
| N8          | 19 | Joe van Niekerk     |  | 64' |
| SH          | 20 | Ricky Januarie      |  |     |
| FH          | 21 | Meyer Bosman        |  |     |
| RW          | 22 | JP Pietersen        |  |     |
| Entrenador: |    |                     |  |     |
| Jake White  |    |                     |  |     |

- All Blacks defeat South Africa in Tri Nations rugby

### Jornada 4
| 29 de julio de 2006 20:00 | Australia                      | BD 9 – 13 | Nueva Zelanda                                                    | Suncorp Stadium, Brisbane,                               |                                                          |
|                           | Pen: Mortlock (3) 8', 36', 60' |           | Try: Rokocoko 10' c Con: Carter Pen: Carter 17' Drop: Carter 58' | Asistencia: 52498 espectadores Árbitro(s): Alain Rolland | Asistencia: 52498 espectadores Árbitro(s): Alain Rolland |

| AUSTRALIA:    |    |                   |  |     |
|               |    |                   |  |     |
| FB            | 15 | Chris Latham      |  |     |
| RW            | 14 | Mark Gerrard      |  | 75' |
| OC            | 13 | Stirling Mortlock |  |     |
| IC            | 12 | Matt Giteau       |  |     |
| LW            | 11 | Lote Tuqiri       |  | 72' |
| FH            | 10 | Stephen Larkham   |  |     |
| SH            | 9  | George Gregan (c) |  | 74' |
| N8            | 8  | Scott Fava        |  | 61' |
| OF            | 7  | George Smith      |  |     |
| BF            | 6  | Rocky Elsom       |  | 61' |
| RL            | 5  | Daniel Vickerman  |  |     |
| LL            | 4  | Nathan Sharpe     |  |     |
| TP            | 3  | Rodney Blake      |  | 77' |
| HK            | 2  | Jeremy Paul       |  | 61' |
| LP            | 1  | Greg Holmes       |  |     |
| Suplentes:    |    |                   |  |     |
| HK            | 16 | Tai McIsaac       |  | 61' |
| LP            | 17 | Guy Shepherdson   |  | 77' |
| RL            | 18 | Mark Chisholm     |  | 61' |
| N8            | 19 | Phil Waugh        |  | 61' |
| SH            | 20 | Sam Cordingley    |  | 74' |
| FH            | 21 | Mat Rogers        |  | 75' |
| RW            | 22 | Clyde Rathbone    |  | 72' |
| Entrenador:   |    |                   |  |     |
| John Connolly |    |                   |  |     |

| NUEVA ZELANDA: |    |                  |  |     |
|                |    |                  |  |     |
| FB             | 15 | Leon MacDonald   |  |     |
| RW             | 14 | Rico Gear        |  |     |
| OC             | 13 | Mils Muliaina    |  |     |
| IC             | 12 | Aaron Mauger     |  |     |
| LW             | 11 | Joe Rokocoko     |  |     |
| FH             | 10 | Dan Carter       |  |     |
| SH             | 9  | Byron Kelleher   |  | 74' |
| N8             | 8  | Rodney So'oialo  |  |     |
| OF             | 7  | Richie McCaw (c) |  |     |
| BF             | 6  | Jerry Collins    |  | 61' |
| RL             | 5  | Ali Williams     |  | 72' |
| LL             | 4  | Chris Jack       |  |     |
| TP             | 3  | Carl Hayman      |  |     |
| HK             | 2  | Keven Mealamu    |  | 76' |
| LP             | 1  | Tony Woodcock    |  | 68' |
| Suplentes:     |    |                  |  |     |
| HK             | 16 | Andrew Hore      |  | 76' |
| LP             | 17 | Greg Somerville  |  | 68' |
| RL             | 18 | Jason Eaton      |  | 72' |
| N8             | 19 | Chris Masoe      |  | 61' |
| SH             | 20 | Jimmy Cowan      |  | 74' |
| FH             | 21 | Luke McAlister   |  |     |
| FB             | 22 | Isaia Toeava     |  |     |
| Entrenador:    |    |                  |  |     |
| Graham Henry   |    |                  |  |     |

- All Blacks retain Bledisloe Cup
- All Blacks retain Bledisloe Cup

### Jornada 5
| 5 de agosto de 2006 20:00 | Australia                                                                      | 20 – 18 BD | Sudáfrica                                                               | Telstra Stadium, Sídney,                               |                                                        |
|                           | Tries: Gerrard 33' c Rogers 78' c Con: Mortlock (2) Pen: Mortlock (2) 11', 66' |            | Tries: Fourie 56' c Montgomery 69' m Con: James Pen: James (2) 47', 50' | Asistencia: 60,522 espectadores Árbitro(s): Joël Jutge | Asistencia: 60,522 espectadores Árbitro(s): Joël Jutge |

| AUSTRALIA:    |    |                   |  |     |
|               |    |                   |  |     |
| FB            | 15 | Chris Latham      |  |     |
| RW            | 14 | Mark Gerrard      |  | 74' |
| OC            | 13 | Stirling Mortlock |  |     |
| IC            | 12 | Matt Giteau       |  |     |
| LW            | 11 | Lote Tuqiri       |  |     |
| FH            | 10 | Stephen Larkham   |  | 71' |
| SH            | 9  | George Gregan (c) |  | 74' |
| N8            | 8  | Wycliff Palu      |  |     |
| OF            | 7  | George Smith      |  | 55' |
| BF            | 6  | Rocky Elsom       |  | 74' |
| RL            | 5  | Daniel Vickerman  |  |     |
| LL            | 4  | Nathan Sharpe     |  |     |
| TP            | 3  | Rodney Blake      |  |     |
| HK            | 2  | Tai McIsaac       |  | 60' |
| LP            | 1  | Greg Holmes       |  |     |
| Suplentes:    |    |                   |  |     |
| HK            | 16 | Jeremy Paul       |  | 60' |
| LP            | 17 | Guy Shepherdson   |  |     |
| RL            | 18 | Mark Chisholm     |  | 74' |
| N8            | 19 | Phil Waugh        |  | 55' |
| SH            | 20 | Sam Cordingley    |  | 74' |
| FH            | 21 | Mat Rogers        |  | 71' |
| RW            | 22 | Clyde Rathbone    |  | 74' |
| Entrenador:   |    |                   |  |     |
| John Connolly |    |                   |  |     |

| SUDÁFRICA:  |    |                         |  |     |
|             |    |                         |  |     |
| FB          | 15 | Percy Montgomery        |  |     |
| RW          | 14 | Akona Ndungane          |  |     |
| OC          | 13 | Jaque Fourie            |  |     |
| IC          | 12 | Wynand Olivier          |  |     |
| LW          | 11 | Bryan Habana            |  |     |
| FH          | 10 | Butch James             |  |     |
| SH          | 9  | Fourie du Preez         |  |     |
| N8          | 8  | Jacques Cronjé          |  |     |
| OF          | 7  | Juan Smith              |  |     |
| BF          | 6  | Solomzi Tyibilika       |  | 71' |
| RL          | 5  | Victor Matfield         |  |     |
| LL          | 4  | Johann Muller           |  | 77' |
| TP          | 3  | CJ van der Linde        |  |     |
| HK          | 2  | John Smit (c)           |  |     |
| LP          | 1  | Os du Randt             |  |     |
| Suplentes:  |    |                         |  |     |
| HK          | 16 | Mahlatse Ralepelle      |  |     |
| LP          | 17 | Eddie Andrews           |  |     |
| RL          | 18 | Albert van den Berg     |  | 77' |
| N8          | 19 | Joe van Niekerk         |  | 71' |
| SH          | 20 | Ricky Januarie          |  |     |
| FH          | 21 | Meyer Bosman            |  |     |
| FB          | 22 | Jaco van der Westhuyzen |  |     |
| Entrenador: |    |                         |  |     |
| Jake White  |    |                         |  |     |

- Australia cause South Africa heartbreak in Tri Nations rugby

### Jornada 6
| 19 de agosto de 2006 17:30 | Nueva Zelanda                                                                                        | 34 – 27 BD | Australia                                                                              | Eden Park, Auckland,                                    |                                                         |
|                            | Tries: Eaton 36' m Jack 53' c McAlister 68' c Con: Carter (2) Pen: Carter (5) 6', 20', 46', 51', 79' |            | Tries: Tuqiri (2) 25' c, 71' c Elsom 39' c Con: Mortlock (3) Pen: Mortlock (2) 3', 15' | Asistencia: 45,000 espectadores Árbitro(s): Chris White | Asistencia: 45,000 espectadores Árbitro(s): Chris White |

| NUEVA ZELANDA: |    |                  |  |     |
|                |    |                  |  |     |
| FB             | 15 | Mils Muliaina    |  |     |
| RW             | 14 | Doug Howlett     |  |     |
| OC             | 13 | Isaia Toeava     |  | 43' |
| IC             | 12 | Luke McAlister   |  |     |
| LW             | 11 | Joe Rokocoko     |  |     |
| FH             | 10 | Dan Carter       |  |     |
| SH             | 9  | Byron Kelleher   |  | 46' |
| N8             | 8  | Rodney So'oialo  |  | 67' |
| OF             | 7  | Richie McCaw (c) |  |     |
| BF             | 6  | Jerry Collins    |  |     |
| RL             | 5  | Jason Eaton      |  | 54' |
| LL             | 4  | Chris Jack       |  |     |
| TP             | 3  | Carl Hayman      |  | 26' |
| HK             | 2  | Keven Mealamu    |  |     |
| LP             | 1  | Tony Woodcock    |  |     |
| Suplentes:     |    |                  |  |     |
| HK             | 16 | Andrew Hore      |  |     |
| LP             | 17 | Greg Somerville  |  | 26' |
| RL             | 18 | Ali Williams     |  | 54' |
| N8             | 19 | Chris Masoe      |  | 67' |
| SH             | 20 | Piri Weepu       |  | 46' |
| FH             | 21 | Sam Tuitupou     |  |     |
| FB             | 22 | Leon MacDonald   |  | 43' |
| Entrenador:    |    |                  |  |     |
| Graham Henry   |    |                  |  |     |

| AUSTRALIA:    |    |                   |               |     |
|               |    |                   |               |     |
| FB            | 15 | Chris Latham      |               |     |
| RW            | 14 | Clyde Rathbone    |               |     |
| OC            | 13 | Stirling Mortlock |               |     |
| IC            | 12 | Matt Giteau       |               |     |
| LW            | 11 | Lote Tuqiri       |               |     |
| FH            | 10 | Stephen Larkham   |               | 69' |
| SH            | 9  | George Gregan (c) |               |     |
| N8            | 8  | Wycliff Palu      |               |     |
| OF            | 7  | Phil Waugh        | 78' hasta 80' |     |
| BF            | 6  | Rocky Elsom       |               | 67' |
| RL            | 5  | Daniel Vickerman  |               |     |
| LL            | 4  | Nathan Sharpe     |               |     |
| TP            | 3  | Rodney Blake      |               | 69' |
| HK            | 2  | Jeremy Paul       |               |     |
| LP            | 1  | Greg Holmes       |               |     |
| Suplentes:    |    |                   |               |     |
| HK            | 16 | Tai McIsaac       |               |     |
| LP            | 17 | Al Baxter         |               | 69' |
| RL            | 18 | Mark Chisholm     |               | 67' |
| N8            | 19 | George Smith      |               |     |
| SH            | 20 | Brett Sheehan     |               |     |
| FH            | 21 | Mark Gerrard      |               |     |
| RW            | 22 | Mat Rogers        |               | 69' |
| Entrenador:   |    |                   |               |     |
| John Connolly |    |                   |               |     |

- All Blacks win 2006 Tri Nations rugby series

### Jornada 7
| 26 de agosto de 2006 15:00 | Sudáfrica                                                                                         | 26 – 45 BO | Nueva Zelanda | Loftus Versfeld, Pretoria,                             |                                                        |
|                            | Tries: du Preez 10' m Fourie (2) 63' m, 70' c Con: Pretorius Pen: Montgomery (2) 1', 48' James 3' |            | Tries: Tialata 36' c McAlister 45' c Sivivatu 55' m Muliaina 57' c Gear 75' c Con: Carter (4) Pen: Carter (4) 6', 21', 40+6', 43' | Asistencia: 52.000 espectadores Árbitro(s): Alan Lewis | Asistencia: 52.000 espectadores Árbitro(s): Alan Lewis |

| SUDÁFRICA:  |    |                     |  |     |
|             |    |                     |  |     |
| FB          | 15 | Percy Montgomery    |  | 61' |
| RW          | 14 | Akona Ndungane      |  |     |
| OC          | 13 | Jaque Fourie        |  |     |
| IC          | 12 | Jean de Villiers    |  | 77' |
| LW          | 11 | Bryan Habana        |  |     |
| FH          | 10 | Butch James         |  | 59' |
| SH          | 9  | Fourie du Preez     |  |     |
| N8          | 8  | Jacques Cronjé      |  |     |
| OF          | 7  | Pierre Spies        |  |     |
| BF          | 6  | Solomzi Tyibilika   |  | 47' |
| RL          | 5  | Victor Matfield     |  | 61' |
| LL          | 4  | Johann Muller       |  |     |
| TP          | 3  | CJ van der Linde    |  | 23' |
| HK          | 2  | John Smit (c)       |  |     |
| LP          | 1  | Os du Randt         |  | 78' |
| Suplentes:  |    |                     |  |     |
| HK          | 16 | Mahlatse Ralepelle  |  | 78' |
| LP          | 17 | BJ Botha            |  | 23' |
| RL          | 18 | Albert van den Berg |  | 61' |
| N8          | 19 | Pedrie Wannenburg   |  | 47' |
| SH          | 20 | Ruan Pienaar        |  | 61' |
| FH          | 21 | Wynand Olivier      |  | 77' |
| FB          | 22 | Andre Pretorius     |  | 59' |
| Entrenador: |    |                     |  |     |
| Jake White  |    |                     |  |     |

| NUEVA ZELANDA: |    |                   |  |     |
|                |    |                   |  |     |
| FB             | 15 | Leon MacDonald    |  | 12' |
| RW             | 14 | Rico Gear         |  |     |
| OC             | 13 | Mils Muliaina     |  |     |
| IC             | 12 | Luke McAlister    |  | 64' |
| LW             | 11 | Sitiveni Sivivatu |  |     |
| FH             | 10 | Dan Carter        |  |     |
| SH             | 9  | Piri Weepu        |  | 63' |
| N8             | 8  | Chris Masoe       |  | 51' |
| OF             | 7  | Richie McCaw (c)  |  |     |
| BF             | 6  | Reuben Thorne     |  |     |
| RL             | 5  | Ali Williams      |  |     |
| LL             | 4  | Greg Rawlinson    |  | 47' |
| TP             | 3  | Greg Somerville   |  | 16' |
| HK             | 2  | Anton Oliver      |  | 59' |
| LP             | 1  | Neemia Tialata    |  |     |
| Suplentes:     |    |                   |  |     |
| HK             | 16 | Keven Mealamu     |  | 59' |
| TP             | 17 | Tony Woodcock     |  | 16' |
| RL             | 18 | Chris Jack        |  | 47' |
| N8             | 19 | Jerry Collins     |  | 51' |
| SH             | 20 | Jimmy Cowan       |  | 63' |
| FH             | 21 | Sam Tuitupou      |  | 64' |
| RW             | 22 | Isaia Toeava      |  | 12' |
| Entrenador:    |    |                   |  |     |
| Graham Henry   |    |                   |  |     |

- South Africa lose to the All Blacks at rugby in Pretoria

### Jornada 8
| 2 de septiembre de 2006 15:00 | Sudáfrica                                                                           | 21 – 20 BD | Nueva Zelanda                                                               | Royal Bafokeng Stadium, Rustemburgo, |                         |
|                               | Tries: Habana 24' c Wannenburg 53' m Con: Pretorius Pen: Pretorius (3) 6', 17', 78' |            | Tries: Carter 20' c Rokocoko 66' c Con: Carter (2) Pen: Carter (2) 10', 40' | Árbitro(s): Chris White              | Árbitro(s): Chris White |

| SUDÁFRICA:  |    |                     |  |     |     |     |
|             |    |                     |  |     |     |     |
| FB          | 15 | Jaque Fourie        |  |     |     |     |
| RW          | 14 | Akona Ndungane      |  | 50' |     |     |
| OC          | 13 | Wynand Olivier      |  |     |     |     |
| IC          | 12 | Jean de Villiers    |  |     |     |     |
| LW          | 11 | Bryan Habana        |  |     |     |     |
| FH          | 10 | Andre Pretorius     |  |     |     |     |
| SH          | 9  | Fourie du Preez     |  | 53' |     |     |
| N8          | 8  | AJ Venter           |  |     |     |     |
| OF          | 7  | Pierre Spies        |  |     |     |     |
| BF          | 6  | Pedrie Wannenburg   |  |     |     |     |
| RL          | 5  | Victor Matfield     |  |     |     |     |
| LL          | 4  | Johann Muller       |  |     |     |     |
| TP          | 3  | BJ Botha            |  |     |     |     |
| HK          | 2  | John Smit (c)       |  |     |     |     |
| LP          | 1  | Os du Randt         |  | 23' | 29' | 73' |
| Suplentes:  |    |                     |  |     |     |     |
| HK          | 16 | Mahlatse Ralepelle  |  |     |     |     |
| LP          | 17 | Lawrence Sephaka    |  | 23' | 29' | 73' |
| RL          | 18 | Albert van den Berg |  |     |     |     |
| N8          | 19 | Jacques Cronjé      |  |     |     |     |
| SH          | 20 | Ruan Pienaar        |  | 53' |     |     |
| FH          | 21 | Butch James         |  |     |     |     |
| FB          | 22 | Breyton Paulse      |  | 50' |     |     |
| Entrenador: |    |                     |  |     |     |     |
| Jake White  |    |                     |  |     |     |     |

| NUEVA ZELANDA: |    |                   |  |     |     |
|                |    |                   |  |     |     |
| FB             | 15 | Doug Howlett      |  |     |     |
| RW             | 14 | Joe Rokocoko      |  |     |     |
| OC             | 13 | Mils Muliaina     |  |     |     |
| IC             | 12 | Aaron Mauger      |  |     |     |
| LW             | 11 | Sitiveni Sivivatu |  | 61' |     |
| FH             | 10 | Dan Carter        |  |     |     |
| SH             | 9  | Jimmy Cowan       |  | 61' |     |
| N8             | 8  | Rodney So'oialo   |  |     |     |
| OF             | 7  | Richie McCaw (c)  |  | 48' | 51' |
| BF             | 6  | Jerry Collins     |  |     |     |
| RL             | 5  | Ali Williams      |  |     |     |
| LL             | 4  | Chris Jack        |  | 57' |     |
| TP             | 3  | Carl Hayman       |  |     |     |
| HK             | 2  | Andrew Hore       |  | 61' |     |
| LP             | 1  | Tony Woodcock     |  | 64' |     |
| Suplentes:     |    |                   |  |     |     |
| HK             | 16 | Anton Oliver      |  | 61' |     |
| TP             | 17 | Neemia Tialata    |  | 64' |     |
| RL             | 18 | Jason Eaton       |  | 57' |     |
| N8             | 19 | Marty Holah       |  | 48' | 51' |
| SH             | 20 | Byron Kelleher    |  | 61' |     |
| FH             | 21 | Luke McAlister    |  |     |     |
| RW             | 22 | Rico Gear         |  | 61' |     |
| Entrenador:    |    |                   |  |     |     |
| Graham Henry   |    |                   |  |     |     |

- South Africa end All Blacks' 15-game winning streak

### Jornada 9
| 9 de septiembre de 2006 15:00 | Sudáfrica                                                                                              | 24 – 16 | Australia                                                        | Ellis Park, Johannesburg,                               |                                                         |
|                               | Tries: du Preez 57' c Paulse 71' m Con: Pretorius Pen: Pretorius (3) 37', 42', 48' Drop: Pretorius 53' |         | Try: Larkham 44' c Con: Mortlock Pen: Mortlock (3) 17', 60', 62' | Asistencia: 51.174 espectadores Árbitro(s): Steve Walsh | Asistencia: 51.174 espectadores Árbitro(s): Steve Walsh |

| SUDÁFRICA:  |    |                     |  |     |
|             |    |                     |  |     |
| FB          | 15 | JP Pietersen        |  |     |
| RW          | 14 | Akona Ndungane      |  | 41' |
| OC          | 13 | Jaque Fourie        |  |     |
| IC          | 12 | Jean de Villiers    |  |     |
| LW          | 11 | Wynand Olivier      |  |     |
| FH          | 10 | Andre Pretorius     |  |     |
| SH          | 9  | Fourie du Preez     |  | 83' |
| N8          | 8  | Pedrie Wannenburg   |  |     |
| OF          | 7  | AJ Venter           |  | 72' |
| BF          | 6  | Pierre Spies        |  |     |
| RL          | 5  | Victor Matfield     |  | 83' |
| LL          | 4  | Johann Muller       |  |     |
| TP          | 3  | BJ Botha            |  |     |
| HK          | 2  | John Smit (c)       |  |     |
| LP          | 1  | Os du Randt         |  | 80' |
| Suplentes:  |    |                     |  |     |
| HK          | 16 | Mahlatse Ralepelle  |  |     |
| LP          | 17 | Lawrence Sephaka    |  | 80' |
| RL          | 18 | Albert van den Berg |  | 83' |
| N8          | 19 | Jacques Cronjé      |  | 72' |
| SH          | 20 | Ruan Pienaar        |  | 83' |
| FH          | 21 | Butch James         |  |     |
| FB          | 22 | Breyton Paulse      |  | 41' |
| Entrenador: |    |                     |  |     |
| Jake White  |    |                     |  |     |

| AUSTRALIA:    |    |                   |  |     |     |
|               |    |                   |  |     |     |
| FB            | 15 | Chris Latham      |  |     |     |
| RW            | 14 | Clyde Rathbone    |  |     |     |
| OC            | 13 | Stirling Mortlock |  |     |     |
| IC            | 12 | Matt Giteau       |  |     |     |
| LW            | 11 | Cameron Shepherd  |  | 59' |     |
| FH            | 10 | Stephen Larkham   |  | 80' |     |
| SH            | 9  | George Gregan (c) |  | 79' |     |
| N8            | 8  | Wycliff Palu      |  | 79' |     |
| OF            | 7  | Phil Waugh        |  |     |     |
| BF            | 6  | Rocky Elsom       |  | 58' |     |
| RL            | 5  | Daniel Vickerman  |  |     |     |
| LL            | 4  | Nathan Sharpe     |  |     |     |
| TP            | 3  | Rodney Blake      |  | 66' | 85' |
| HK            | 2  | Jeremy Paul       |  | 88' |     |
| LP            | 1  | Benn Robinson     |  | 85' |     |
| Suplentes:    |    |                   |  |     |     |
| HK            | 16 | Tai McIsaac       |  | 88' |     |
| LP            | 17 | Al Baxter         |  | 66' |     |
| RL            | 18 | Mark Chisholm     |  | 58' |     |
| N8            | 19 | George Smith      |  | 79' |     |
| SH            | 20 | Brett Sheehan     |  | 79' |     |
| FH            | 21 | Mark Gerrard      |  | 59' |     |
| RW            | 22 | Scott Staniforth  |  | 80' |     |
| Entrenador:   |    |                   |  |     |     |
| John Connolly |    |                   |  |     |     |

- South Africa defeat Australia in final match of the 2006 Tri Nations rugby series